# Santa Giulia (Dego)
Santa Giulia è una frazione del comune di Dego, in provincia di Savona. Fino al 1929 fu comune autonomo.

## Storia
L'abitato frazionario di Santa Giulia occupa la parte più ad occidente del territorio comunale deghese, verso la valle del torrente Uzzone, quasi ai confini amministrativi con Castelletto Uzzone nel cuneese. Come altri luoghi e località componenti oggi il comune di Dego anche Santa Giulia fu sottoposta dal 967 nella marca Aleramica e dal 1091 quale possedimento di Bonifacio del Vasto. Fu anche alle dirette dipendenze del vescovo di Savona, dell'abbazia di San Quintino di Spigno Monferrato e poi della diocesi di Acqui.
Il territorio passò quindi ai marchesi Del Carretto nel XIII secolo che, nonostante la successiva cessione al Comune di Genova nel 1214, ne ottennero l'investitura feudale. Passò quindi alla famiglia astigiana Scarampi nel 1339, ancora ai Del Carretto (1350) e inglobato tra i possedimenti del Marchesato del Monferrato a partire dal 1419.
Per la sua posizione di confine tra i due principali stati del Ducato di Savoia e la Repubblica di Genova, un episodio storico accadde a Santa Giulia nel 1672 quando truppe di soldati scelti provenienti da Stella e Albisola, il 24 settembre, saccheggiarono il borgo devastando, tra i beni della comunità, pure il locale palazzo medievale carrettesco. Facente parte del Regno di Sardegna, la comunità di Santa Giulia fu inserita nella provincia di Mondovì, prima, e in quella di Alba poi.
Con la dominazione napoleonica di fine Settecento il territorio di Santa Giulia rientrò, dal 1801, nel dipartimento del Tanaro; nel 1805, con il Primo Impero francese, passò nel dipartimento della Stura.
Inglobato nel 1815 nel Regno di Sardegna, così come stabilito dal Congresso di Vienna del 1814, fu inserita nella provincia di Acqui, nel mandamento di Dego. Con il passaggio al Regno d'Italia, dal 1859 il territorio fu compreso nel VII mandamento di Dego del circondario di Savona facente parte della provincia di Genova; nel 1880 Santa Giulia ricevette il territorio del soppresso comune di Lodisio. Al 1929 risale la soppressione dello stesso comune di Santa Giulia con la divisione del territorio tra i comuni di Dego (l'abitato di Santa Giulia), Cairo Montenotte (frazione di Monti) e Piana Crixia (la località di Lodisio).

## Monumenti e luoghi d'interesse

### Architetture religiose
- Chiesa di San Marco Evangelista, di probabile origine altomedievale, anche se l'attuale impianto risale al XV secolo.
- Oratorio di San Giovanni Battista, del XV secolo.

### Architetture civili
- Palazzo marchionale della famiglia Sessame (ramo dei Del Carretto), con porticato e loggiato e torre di guardia, del XVI secolo.